# رئيس هيئة الأركان العامة
رئيس هيئة الأركان العامة هو منصب في الكثير من القوات المسلحة.
طالع:
- قائمة رؤساء أركان القوات المسلحة (مصر)
- رئيس أركان حرب ألمانيا (1871-1919)
- رئيس أركان حرب ألمانيا (1808-1871)
- رئيس هيئة الأركان المشتركة الأمريكية